# Hardcastle & McCormick
Hardcastle & McCormick ist eine US-amerikanische Actionserie, die von 1983 bis 1986 von Stephen J. Cannell Productions produziert wurde.

## Handlung
Der pensionierte Richter aus Los Angeles, Milton C. Hardcastle, möchte insgesamt 200 Fälle aufarbeiten, die er nicht abschließen konnte. Hierbei hilft ihm Mark McCormick, ein ehemaliger Rennfahrer, der durch den Richter wegen Autodiebstahls verurteilt wurde und unter dessen Obhut steht. Gemeinsam klären sie nun diese ungeklärten Fälle auf.

## Sportwagen
Eigens für die Serie wurde ein besonderer Sportwagen, der Coyote, hergestellt. Anstatt ein konventionelles Modell zu verwenden, kam ein sogenanntes Kit Car zum Einsatz. Dieses Kit Car ähnelte im Design dem McLaren M6 GT und trug den Namen Manta Montage. Mike Fennel, Schöpfer von zahlreichen Filmfahrzeugen in Hollywood, nahm sich des Autos an und modifizierte es zum Coyote für die erste Staffel um. Die Basis ist ein VW Käfer. Unter der Fiberglas-Hülle befand sich ein Typ-4-Motor aus einem VW-Porsche 914. Der Innenraum des Coyote war unspektakulär: Es gab einfache Sitze, ein Lenkrad, dazu simple Anzeigen für Öldruck, Geschwindigkeit usw. Für die Innenaufnahmen stellte der Produzent der Serie seinen damals gekauften Ferrari 308 GTB zur Verfügung. Dies lässt sich auch daran erkennen, dass im Intro der Serie auf dem Drehzahlmesser das passende Symbol abgebildet ist.
Aufgrund der Größe des Stuntmans, welcher im Pilotfilm auch zu sehen ist (überbringt McCormick die Nachricht auf der Rennbahn, dass Flip Johnson gestorben ist), musste auf der Fahrerseite ein Teil des Unterbodens entfernt und ein nachträgliches Blech eingeschweißt werden, um den Fahrern mehr Raum zu gewährleisten. Das Blech sorgte dafür, dass der Fahrer ein Stück nach unten rutschte. Bei Verfolgungsjagden ist das Blech unter der Fahrerseite gut zu erkennen.
Der Coyote besitzt Centerline-Champ-500-Felgen. Die Felgen für die Stuntfahrzeuge sind angepasste Boltons Classic Wheels. Für Sprünge baute man einen Buggy um und montierte das Coyote-Chassis obenauf. Dies erkennt man häufig daran, dass der Stuntman mit Helm in der Mitte des Wagens sitzt und das Fahrzeug keine Scheinwerfer in der Karosserie hat. Das Motorgeräusch des Wagens ist einem 1976er Lamborghini Countach entnommen und wurde mit dem Motor des Porsche 914 abgemischt. Den Porschemotor hört man oft recht gut im Leerlauf (im Pilotfilm, als Marc mit dem Coyote vor dem Casino parkt, um Rick Vetromile zu treffen).
Movie Cars Las Vegas baute für die zweite Staffel ein neues Fahrzeug auf Basis eines Deloreans, da Brian Keith Probleme hatte, in den ersten Wagen zu steigen. Auf Basis eines Deloreans entstand der neue Coyote, der auch später neue Innenaufnahmen mit sich brachte. Für Sprünge wurde dieses Fahrzeug dann später ebenfalls als Buggy nachgebaut, nachdem das erste Fahrzeug mehr oder weniger ausgedient hatte. Insgesamt wurden fünf Fahrzeuge in der ganzen Serie gebaut. Der Coyote aus Staffel 2 hatte nach dem Ende der Serie einen Gastauftritt in der Serie Eine schrecklich nette Familie. In der Episode 6 der 5. Staffel mit dem Namen Kellys Rache tritt das Auto als Gewinnerpreis auf.
In Europa gibt es zwei Exemplare des Coyote X. Ein Fahrzeug steht in Italien, eins in Deutschland. Eigentümer des deutschen Wagens ist seit 2018 Sebastian Fesser aus Hannover, der den Wagen von Jay Ohrberg, einem der Mitkonstrukteure des Wagens, aus dem Hollywood Cars Museum in Las Vegas importiert hat.

## Drehort
Die Anschrift der Villa von Richter Milton Hardcastle mit dem Namen Gulls Way lautet 26800 Pacific Coast Highway, Malibu 90265.

## Synchronisation
Die deutsche Synchronfassung entstand bei Arena Synchron nach den Dialogbüchern und unter der Regie von Thomas Danneberg, der hier auch Daniel Hugh-Kelly als McCormick sprach. Brian Keith als Milton C. Hardcastle wurde von Arnold Marquis synchronisiert. Die Stimmen der beiden Synchronschauspieler sind auch bekannt als Duo Bud Spencer (Marquis) und Terence Hill (Danneberg).
Vom Pilotfilm wurden zwei deutsche Fassungen erstellt. Ende der 1980er Jahre veröffentlichte CIC Video den Pilotfilm als VHS-Kassette. Sie trug den zusätzlichen Titel Ein Mord als Unfall getarnt. Diese VHS war ungekürzt und damit etliche Minuten länger als die ursprüngliche deutsche Fernseh-Synchronfassung. Durch die abweichende, stärker am Original orientierte Synchronisation hat sich diese bisher nicht wieder veröffentlichte VHS-Fassung zum Sammlerstück entwickelt.
| Rolle                                   | Schauspieler      | Synchronsprecher                                                                  | VHS Ein Mord als Unfall getarnt |
| --------------------------------------- | ----------------- | --------------------------------------------------------------------------------- | ------------------------------- |
| Richter Milton C. „Hardcase“ Hardcastle | Brian Keith       | Arnold Marquis                                                                    | Horst Schön                     |
| Mark „Skid“ McCormick                   | Daniel Hugh Kelly | Thomas Danneberg                                                                  | Hans-Jürgen Dittberner          |
| Lieutenant Mike Delaney                 | John Hancock      | Helmut Krauss (1. Stimme, Ep. 22, 25 & 43) Michael Chevalier (2. Stimme, Ep. 27)  | –                               |
| Lieutenant Frank Harper                 | Joe Santos        | Jürgen Kluckert (1. Stimme, Ep. 36, 41 & 49) Reinhard Kuhnert (2. Stimme, Ep. 51) | –                               |
| Flip Johnson                            | William Bryant    | Heinz Theo Branding                                                               | Wolfram Schaerf                 |
| Martin Cody                             | John Saxon        | Engelbert von Nordhausen                                                          | Wolfgang Draeger                |

## Soundtrack
Die Titelmusik mit dem Namen Drive, gesungen von David Morgan, haben Mike Post und Pete Carpenter komponiert. Abgelöst ab der zweiten Staffel durch den Titel Back to Back, komponiert von Post und Carpenter und gesungen von Joey Scarbury, führten Proteste der Fangemeinde zur Wiedereinsetzung der ursprünglichen Titelmusik Drive ab der zweiten Hälfte der zweiten Staffel.

## Ausstrahlungsnotizen
In Deutschland wurden die ersten zwölf Folgen der Serie erstmals Januar bis Mai 1985 im privaten Fernsehsender Sat.1 ausgestrahlt. Es folgten 13 neue Episoden April bis Juli 1986, 16 weitere von Oktober 1987 bis Januar 1988. Die letzten 25 Folgen zeigte ProSieben von Oktober bis November 1990. Wiederholungen erfolgten sowohl bei Sat.1 (1987) und ProSieben (1990–1994), als auch bei Kabel eins (1995–2001), kabel eins classics (ab 2007) und Family TV (ab 2015).